# Matthew Arnold
Matthew Arnold, född 24 december 1822 i Laleham, Surrey, död 15 april 1888 i Liverpool, var en brittisk poet som var professor i poesi i Oxford 1857–1867.

## Biografi
Arnold var son till den legendariske rektorn vid Rugby School Thomas Arnold. Han fick sin grundläggande uppfostran hos fadern på Rugby, kom 1842 till Oxford och blev fellow i Oriel College 1845. Han var åren 1847–1851 privatsekreterare hos lord Lansdowne och därefter, 1851–1886, skolinspektör. Han kallades till hedersdoktor i Edinburgh 1869, i Oxford 1870 och i Cambridge 1883.
Arnold ivrade för att staten skulle utöva mera enhetlig kontroll över undervisningsväsendet och från 1857 hade han uppdrag att studera utländskt skolväsen och företog upprepade resor till kontinenten för vilka han redogjorde i Popular education of France (1861), A French Eton (1864) och School and Universities on the Continent (1868).
Sin förnämsta insats gjorde Arnold som kritiker. Han höll sig först till litterära ämnen men tog snart med förkärlek upp även sociala, politiska och religiösa frågor. Med Goethe och Sainte-Beuve som närmaste mönster förklarade han kritikens uppgift att vara opartisk och tillägna sig och föra vidare det bästa som tänkts i världen.
Arnold saknade egentligen vetenskaplig utbildning, men var väl förtrogen med skilda tiders och länders litteratur, från den antika till den samtida tyska och franska. Som professor i poesi vid universitetet i Oxford 1857-67 gav han ut On translating Homer (1861) och On the study of Celtic Litterature (1867). Sociala och politiska ämnen behandlade han i Culture and Anarchy (1869), Irish essays (1882) och Discourses in Amerika (1885). Med antiken som mönster gick Arnold till attack mot den viktorianska erans liberala utvecklingsoptimism, som för honom tedde sig som kälkborgerlig självgodhet.
I religiöst avseende fördes han med åren allt längre från en konfessionell ståndpunkt och gjorde viktiga inlägg i den religiösa debatten med Literature and dogma (1873), God and the Bible (1875) och The last essays on church and religion (1877).

## Författarskap
Matthew Arnold var en av det victorianska Englands främsta skriftställare och skrev mycket formskön, nedslagen färgad tankepoesi.
"A. är en typ av findestillerad engelsk bildning" skriver Eugène Fahlstedt i Nordisk familjebok. Han fortsätter: "Likt Wordsworth sammansmälter han tanke och stämning i sina dikter, men är mera modernt anlagd; han eger betydande skildringsförmåga, nobless, klarhet och en viss stillsam värme, hvaremot han ej är utrustad med rytmisk instinkt eller skaldeursprunglighetens språkliga trollkraft". I en anekdot, som kanske är sann, berättas att Arnold en gång pekade på en tallrik pannkakor och sade till sin fru "Do try one, my dear, they are not nearly so nasty as they look."
En av Arnolds mest kända dikter är Dover Beach som slutar så här;
And we are here as on a darkling plain
Swept with confused alarms of struggle and flight,
Where ignorant armies clash by night.